# Otto Kanis
Karl Otto Kanis (* 26. Oktober 1857 in Langenberg; † 4. Januar 1942 in Lambrecht) war ein deutscher Kaufmann, Brauereibesitzer und Politiker.

## Leben
Kanis war der Sohn des Brauereibesitzers Christian Gottlieb Kanis in Langenberg und dessen Ehefrau Marie Rosine geborene Gerhardt. Kanis, der evangelisch-lutherischer Konfession war, heiratete am 18. August 1879 in Langenberg Mathilde Anna Ziegler (* 20. Juni 1860 in Langenberg; † 3. Dezember 1949 in Lambrecht), die Tochter des Seifensieders Carl Friedrich Ziegler.
Kanis war Kaufmann und Brauereibesitzer in Langenberg.
Vom 27. Oktober 1889 bis zum 26. September 1901 war er Mitglied im Landtag Reuß jüngerer Linie. 1889 bis 1895 war er dort Schriftführer und dann stellvertretender Schriftführer.